# NGC 484
NGC 484 là một thiên hà hình elip trong chòm sao Đỗ Quyên. Nó nằm cách Trái Đất khoảng 218 triệu năm ánh sáng và được phát hiện vào ngày 28 tháng 10 năm 1834 bởi nhà thiên văn học John Herschel.